# 観世栄夫
観世 栄夫（観世榮夫；かんぜ ひでお、1927年〈昭和2年〉8月3日 - 2007年〈平成19年〉6月8日）は、シテ方観世流能楽師、俳優、オペラ演出家。一時喜多流に転流して後藤得三の芸養子となり、後藤 栄夫（ごとう ひでお）の名で活動したが、その後後藤との芸養子を解消して観世流に復帰していた。

## 来歴・人物
能楽師・観世雅雪（7代観世銕之丞）の次男として観世銕之丞家に生れる。父及び観世華雪、喜多六平太、喜多実、後藤得三に師事。東京音楽学校本科能楽専攻中退。
オペラにおいては、1955年に二期会『修善寺物語』の演技指導を皮切りに、1957年の二期会『炭焼姫』の演出を務め、以降、二期会、日本オペラ協会、藤原歌劇団、東京室内歌劇場等において2006年まで演出を手掛けた。
1958年、能楽界を離脱。現代演劇、映画、TVドラマ、舞踊などに活躍するが、前年に没した兄観世寿夫の遺言（意向）もあり1979年に能楽に復帰。京都造形芸術大学教授も長く務めた。
妻は谷崎潤一郎の養女（潤一郎の妻・松子の連れ子）・恵美子。ドキュメンタリードラマ『終戦の日の荷風と潤一郎』（1984年、朝日放送）で谷崎役を演じたこともある。1997年芸術選奨文部大臣賞、1998年モービル音楽賞、2001年勲四等瑞宝章受章。
2007年5月2日、運転中に八王子市の中央高速道路で自動車事故を起こし、同乗していた能楽プロデューサーの荻原達子を亡くした。かねてから病気治療中だったが、仕事上の仲間を失った衝撃も重なり、約1ヶ月後に大腸がんのため死去。79歳没。没後に自伝と評伝が公刊された。
「世田谷・九条の会」呼びかけ人を務めていた。

## 出演作品

### テレビドラマ
- お気に召すまま（1962年、NETテレビ）第20話「しあわせは永遠（とわ）に」
- こんばんは21世紀（1964年、東京12チャンネル） - 証人（数学者）
- 大河ドラマ（NHK）
  - 源義経（1966年） - 河辺高経
  - 三姉妹（1967年） - 西郷隆盛
  - 竜馬がゆく（1968年） - 岡上新輔
  - 春の坂道（1971年） - 藤原惺窩
  - 黄金の日日（1978年） - 武田信玄 （声のみ）
  - 草燃える（1979年） - 文覚
- レモンのような女 第5話「夏の香り」（1967年、TBS）
- 愛妻物語（1970年、東京12チャンネル）
- 江戸川乱歩シリーズ 明智小五郎 第22話「怪人ゴリラ男　恐怖王より」（1970年、東京12チャンネル）
- 天皇の世紀（1971年、朝日放送） - 山内容堂
- 土曜日の女シリーズ / 明日に喪服を（1973年、NTV）
- 追跡 第7話「天使の宝石」（1973年、関西テレビ）
- 新書太閤記（1973年、NET） - 今川義元
- 子連れ狼（1974年、日本テレビ） - 四代目・辻源七
- 土曜ドラマ（NHK）
  - 松本清張シリーズ・遠い接近（1975年） - 与田編集長
- 必殺仕置屋稼業 第28話「一筆啓上崩壊が見えた」（1976年、朝日放送）- 睦屋佐兵衛
- 横溝正史シリーズ 悪魔が来りて笛を吹く（1977年、TBS） - 目賀重亮
- 日本の戦後（1977年、NHK） - 佐藤栄作
- 東芝日曜劇場 「松本清張おんなシリーズ・足袋」（1978年、TBS） - 水野孝輔
- 恐竜戦隊コセイドン（1978年-1979年、東京12チャンネル） - カイドウ長官
- 新・座頭市3 第26話「夢の旅」（1979年、フジテレビ）
- 木曜ゴールデンドラマ 「妻のまごころ」（1980年、讀賣テレビ）
- ニュードキュメンタリードラマ昭和 松本清張事件にせまる 第1回「昭和20年8月15日 終戦日の荷風と潤一郎」（1984年、テレビ朝日） - 谷崎潤一郎

### 映画
- おとし穴（1962年、ATG） - 巡査
- 砂の女（1964年、東宝） - 村人
- 他人の顔（1966年、東宝） - 患者
- 忍者武芸帳（1967年） - 上泉信綱
- 藪の中の黒猫（1968年）‐ 帝
- 日本の悪霊（1970年）- 警察署長
- 裸の十九才（1970年） - 少年院院長
- 鉄輪（1972年、近代映画協会）- 男
- 鍵（1974年、日活）- 夫
- 竹山ひとり旅（1977年） - 戸倉重太郎
- 日蓮（1979年、松竹） - 比企能本
- 利休（1989年） - 鳥飼彌兵衛
- 午後の遺言状（1995年） - 牛国藤八郎
- 眠れる美女（1995年） - 能役者
- 生きたい（1999年） - 院長

### 舞台
- 天保十二年のシェイクスピア（1974年、西武劇場）
- ミュージカル「紅葉乱舞車達引」（出演・演出、1977年、劇団動物園公演、原案・佐藤輝）

### テレビアニメ
- ジムボタン（1974年-1975年） - ドリンガー[6]

### 吹き替え
- 007 ゴールドフィンガー（1974年、NET） - オーリック・ゴールドフィンガー〈ゲルト・フレーベ〉

### CM
- ネスレ日本 ネスカフェゴールドブレンド（1983年）

## 著書
- 『能 日本の名随筆87』（編、作品社、1990年）
- 『幽 観世榮夫の世界』（編著、小沢書店、1997年）、林義勝写真
- 『華より幽へ 観世榮夫自伝』（白水社、2007年）、北川登園[7]構成

## 文献
- 船木拓生 『評伝観世榮夫』（平凡社、2007年）